# Stinkesbach
Der Stinkesbach oder Stingesbach ist ein etwas über acht Kilometer langer linker Nebenfluss des Rheins auf dem Gebiet der Städte Neuss und Meerbusch im nordrhein-westfälischen Rhein-Kreis Neuss.

## Geographie

### Verlauf
Der 8,2 km lange Bach hat seinen Ursprung nordwestlich der Gladbacher Straße in Neuss. Von dort fließt er zunächst in nördlicher Richtung und unterquert die A 52. Er wechselt die Richtung und fließt danach in nördlicher Richtung durch Büderich. Er mündet nördlich von Büderich in den Rhein.

### Zuflüsse
- Laacher Abzugsgraben (rechts), 4,2 km, 12,55 km²
- Kalkgraben (links), 2,0 km, 1,36 km²